# Valeriy Dubko
Valeriy Viktorovych Dubko (Oekraïens: Валерій Вікторович Дубко) (Donetsk, 22 maart 2001) is een Oekraïens voetballer die sinds 2022 uitkomt voor FCV Dender EH.

## Carrière

### Oekraïne
Dubko maakte in 2018 de overstap van de jeugdopleiding van Arsenal Kiev naar Vorskla Poltava. Op 19 juni 2020 maakte hij er zijn officiële debuut in het eerste elftal: in de play-downwedstrijd tegen SK Dnipro-1 mocht hij in de blessuretijd invallen. Op 3 en 16 juli mocht hij een volledige wedstrijd spelen tegen respectievelijk FK Lviv en FK Marioepol. Op de slotspeeldag mocht hij tijdens de rust invallen tegen SK Dnipro-1. In zijn eerste seizoen, waarin Vorskla Poltava tiende eindigde in de Premjer Liha en de bekerfinale na strafschoppen verloor van Dynamo Kiev, klokte Dubko af op vier officiële wedstrijden.
In het seizoen 2020/21 kwam Dubko nauwelijks aan spelen toe bij Vorskla Poltava. In de zomer van 2021 vertrok de Oekraïner op uitleenbasis naar Tsjornomorets Odessa, waar hij in een half seizoen tijd achttien competitie- en twee bekerwedstrijden speelde. In februari 2022 verkocht Vorskla Poltava hem aan Zorja Loehansk.

### FCV Dender EH
In augustus 2022 ondertekende Dubko een driejarig contract bij de Belgische tweedeklasser FCV Dender EH. Dubko, die pas eind september een spelerslicentie kreeg, maakte op 30 september 2022 zijn officiële debuut bij Dender: in de 0-2-zege tegen Jong Genk liet trainer Regi Van Acker hem in de 78e minuut invallen voor Jasper Van Oudenhove. Dubko, die zich bij zijn debuut goed uit de slag trok, mocht een week later starten tegen SK Beveren. De Oekraïner had het ditmaal moeilijker: in de eerste minuut kreeg hij al geel na een trekfout op Taofeek Ismaheel, een paar minuten later werd hij in snelheid gepakt door diezelfde Ismaheel, die vervolgens de assist voor het openingsdoelpunt afleverde. Tijdens de rust werd Dubko vervangen door Van Oudenhove.
Op 21 januari 2023, toen Dender met 3-4 de boot inging tegen Excelsior Virton, speelde Dubko zijn eerste volledige wedstrijd voor Dender. Drie dagen later verscheen hij in de inhaalwedstrijd tegen Jong Genk opnieuw aan de aftrap, ditmaal werd hij bij de rust vervangen door aanvaller Joachim Ngongo. Zijn vijfde en laatste officiële wedstrijd van het seizoen speelde hij op 12 mei 2023: op de slotspeeldag van de play-downs liet trainer Timmy Simons hem in de 3-2-nederlaag tegen KMSK Deinze in de 80e minuut invallen.
3 Pupe ·
4 Goncalves ·
5 Fila ·
6 Masangu ·
7 M'Barki ·
8 Van Oudenhove ·
9 Lallemand ·
10 Hens ·
11 Scheidler ·
13 Devriendt ·
15 Fofana ·
16 Kvet ·
17 Yahaya ·
18 Rôdes ·
19 Akman ·
20 Hrncar ·
21 Cools ·
22 Ruyssen ·
23 Acquah ·
24 Viltard ·
26 Oratmangoen ·
30 Dietsch ·
34 Verrips ·
53 Sylla ·
77 Nsimba ·
88 Ferraro ·
90 Berte ·
98 Soladio ·
Coach: Euvrard